# カリキン

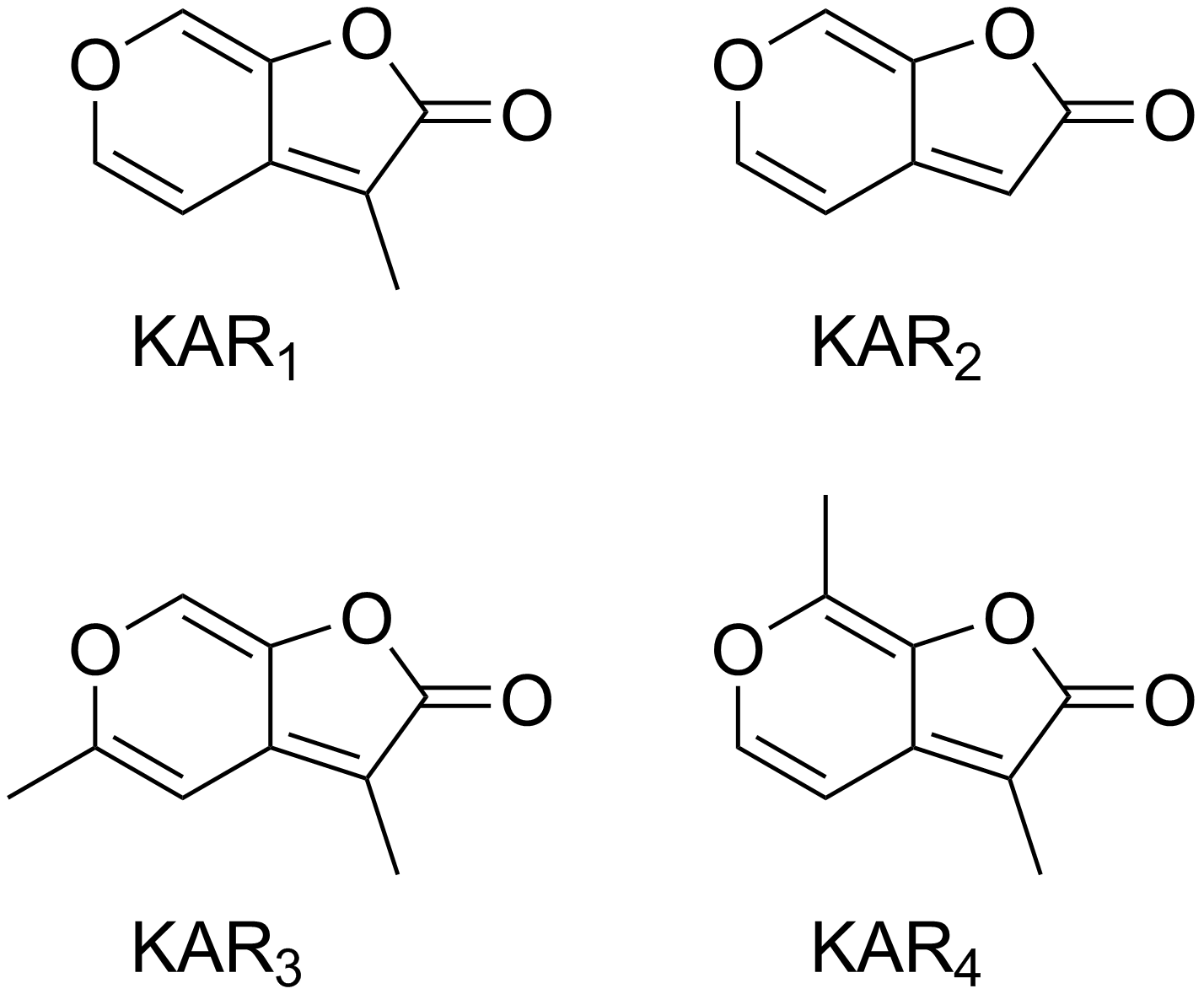
カリキン類の構造

カリキン（英: Karrikin）類は、植物が燃焼した際の煙に見出される植物成長調節物質の一群である。長年、科学者達は山火事の煙に種子の発芽を刺激する活性があることを知っていた。2004年に、一連のブテノリド類がこの効果に必要であることが発見された。Karrikinという化合物名は、オーストラリア先住民のヌンガー (Noongar) の言葉で、煙を意味する "karrik" に由来する。カリキン類を発見した研究チームの一員であるDavid Nelsonは、西オーストラリア大学の言語学の教授に助言を求め、1830年代にパース地区で初めて記録されたヌンガーの言葉で煙をkarrikと呼ぶことを知った。
2011年現在、KAR1、KAR2、KAR3、KAR4の4種のカリキン類が知られている。

## 起源
カリキン類が植物体が燃焼した煙に見出されるのは明らかであるが、どのように形成されるかについてはいくつかの説がある。一つの仮説は、炭水化物とアミノ酸のメイラード反応によって形成されるというものである。また、セルロースに由来するという説もある。
なお、農業分野におけるカリキン類の種子発芽刺激物質としての利用は、その高い細胞毒性のため制限されている。